# Anillo C

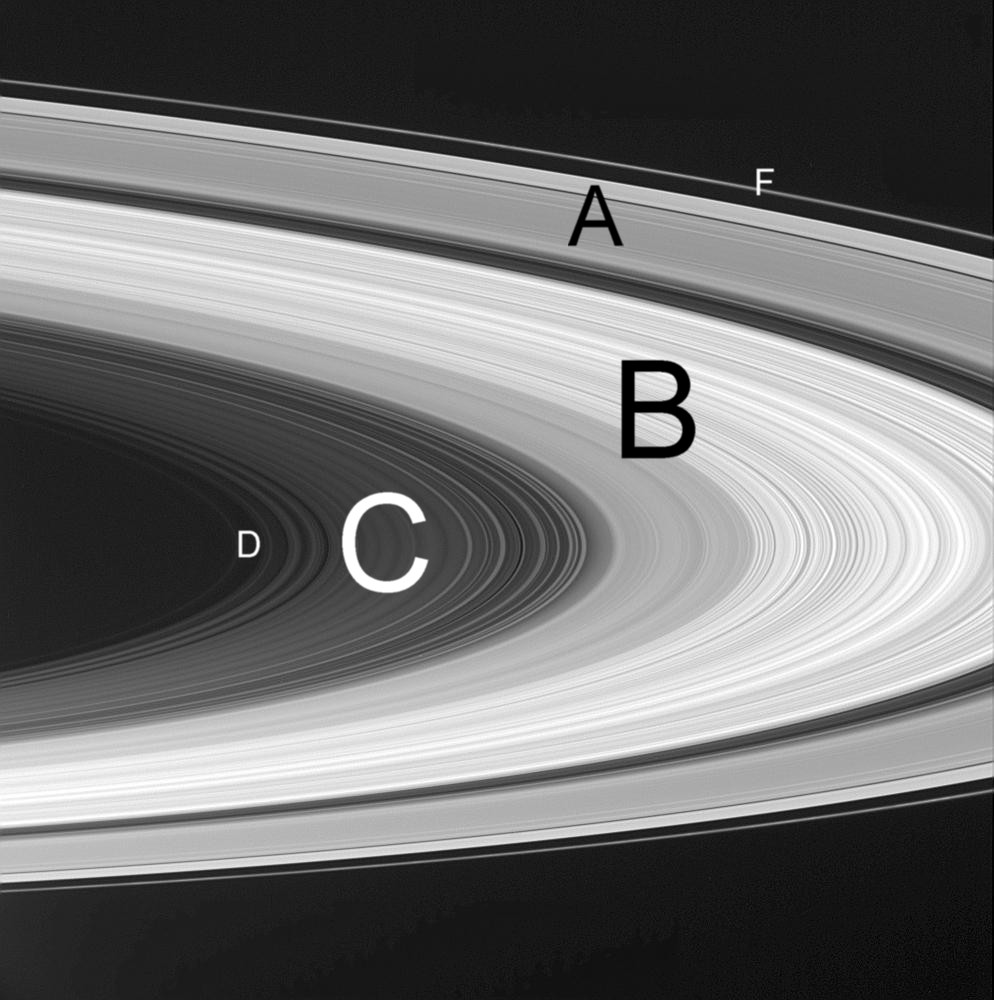
Anillos de Saturno.

El anillo C es todavía más interior que el anillo B extendiéndose desde los 72 500 km a los 92 000 km desde el centro de Saturno. El anillo C y la división de Cassini presentan muchas semejanzas estructurales, amén de su relativa falta de color rojo, grado parecido de transparencia y escasez de partículas pequeñas. Ambos manifiestan bandas discretas, regularmente espaciadas y de brillo uniforme. Uno y otra contienen también huecos estrechos, de bordes bien definidos y completamente vacíos con una anchura radial de 50 a 350 kilómetros. Algunos de los huecos poseen, además, pequeños anillos más delgados aún, de bordes igualmente bien definidos y muy opacos. Varios de estos últimos anillos son excéntricos, es decir, no circulares, y de anchura no uniforme.
Véase también:
- Anillos de Saturno
- Anillo planetario

- Datos: Q2257686